# Caproni Ca.36
Il Caproni Ca.36, o anche citato come Caproni Ca.3mod è un bombardiere trimotore biplano a doppia fusoliera con cabina centrale prodotto dall'azienda italiana Aeronautica Caproni dai tardi anni dieci ai primi anni venti del XX secolo.
Sviluppato dal precedente Ca.33, se ne differenziava in alcuni particolari strutturali introdotti per semplificarne la costruzione in serie, la manutenzione e il rimessaggio.

## Storia del progetto
Verso le fasi finali della prima guerra mondiale Giovanni Battista Caproni, proprietario e progettista dell'azienda che portava il suo nome, decise di introdurre delle modifiche nel modello Ca.33 (anche noto come 450 hp o Ca.3). Lasciando inalterata la struttura centrale modificò la velatura in cinque sezioni in modo che le semiali potessero essere smontate per agevolare le operazioni di rimessaggio del velivolo. Successivamente vennero introdotte altre modifiche per semplificare la produzione in serie e la manutenzione del velivolo.
Designato Ca.3mod (mod. per modificato) dal Regio Esercito. Vennero realizzati 153 esemplari dalle officine di Savigliano, di cui 144 entrarono in servizio con la Regia Aeronautica. I Ca.33 superstiti furono portati a questo standard.

## Impiego operativo

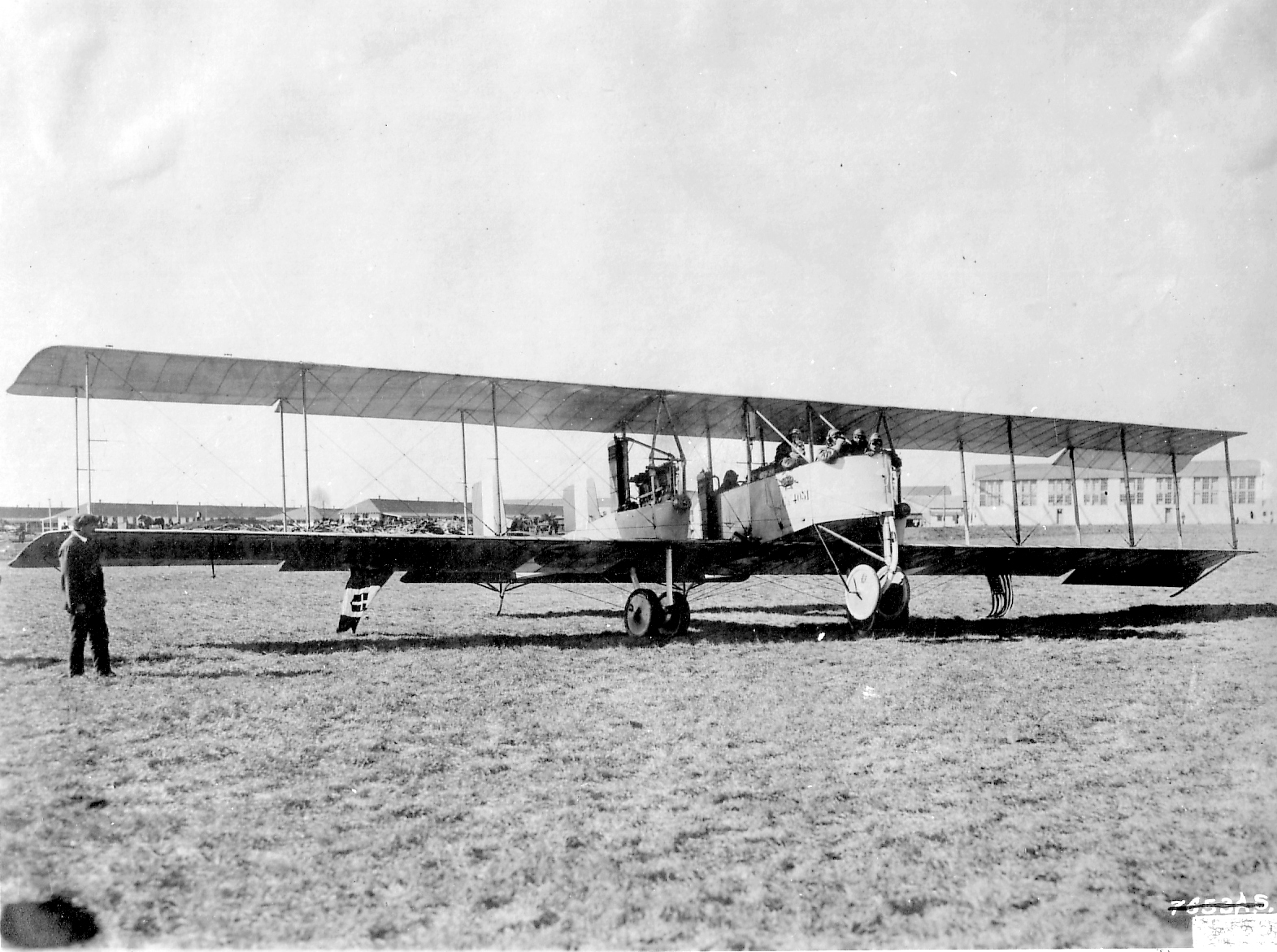
Un Ca.36

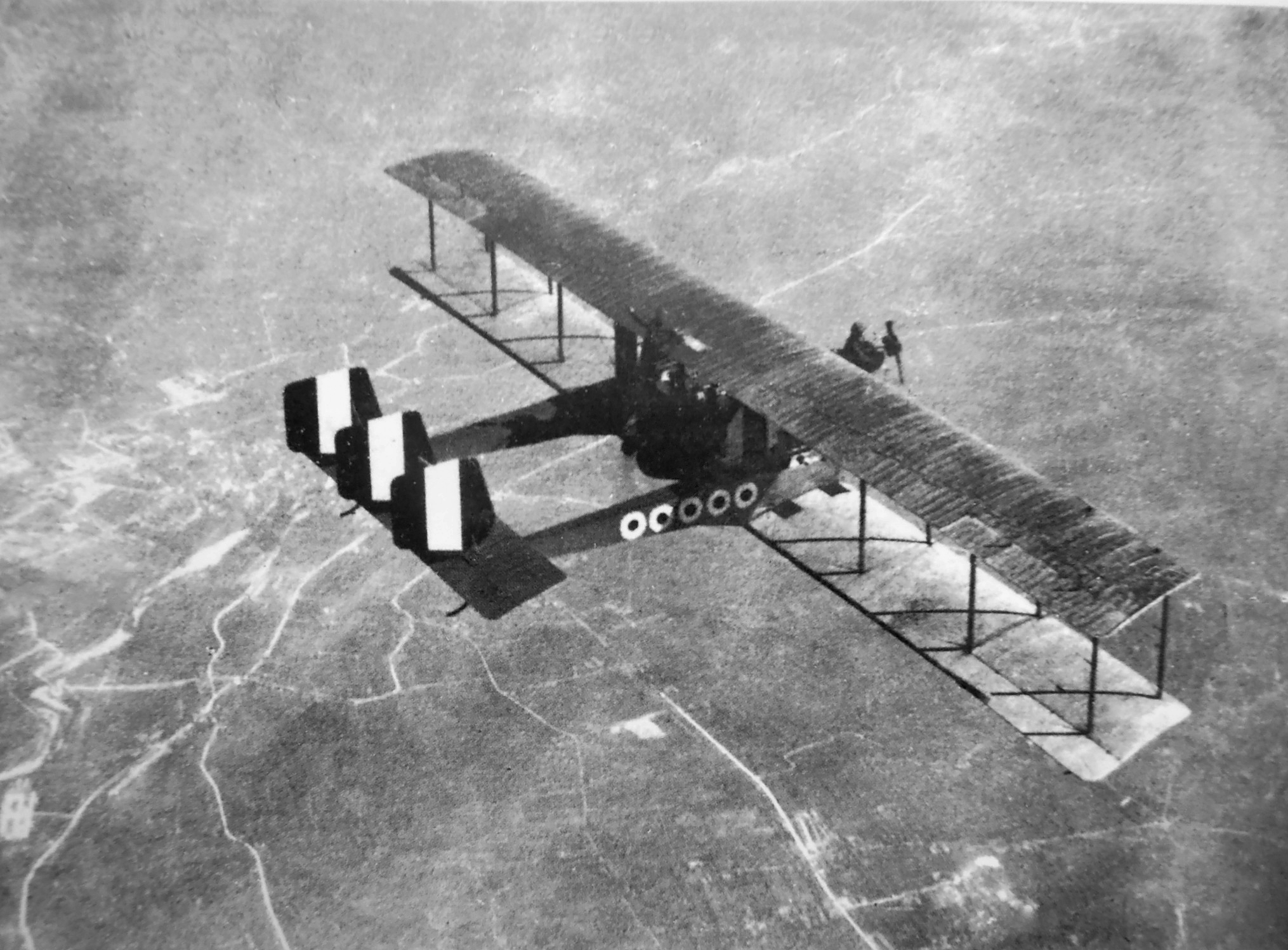
Un Ca.3

I primi Ca.36 cominciarono ad essere assegnati ai reparti di bombardamento del Corpo Aeronautico Militare del Regio Esercito nel 1916 che li utilizzarono fino al termine della prima guerra mondiale. Terminato il conflitto rimasero in organico all'esercito del regno d'Italia fino all'istituzione, nel 1923, della Regia Aeronautica.
Nel 1922, nell'ambito della Riconquista della Libia, dalla metà di febbraio alla metà di aprile avvenne il primo ponte aereo della storia dell'Aviazione Italiana a cura del Corpo Aeronautico per rifornire il presidio assediato di el-Azizia. Furono portati 213 soldati e 43 tonnellate di merci e vennero sgomberati 118 tra feriti ed ammalati fino alla riconquista della zona con 5 trimotori Caproni e qualche monomotore Ansaldo S.V.A.
Con la Regia Aeronautica terminerà la carriera operativa nel 1929, progressivamente sostituito nella prima linea da modelli più recenti come il Caproni Ca.73 dal 1926 e relegato al ruolo di aereo da addestramento nelle scuole di volo di quest'ultima.

## Versioni
Ca.36
versione definitiva sviluppata dal Ca.33, realizzata da esemplari di nuova costruzione e da conversioni dal precedente modello.
Ca.36S
versione aeroambulanza (S per Sanitaria).

## Utilizzatori
Italia
- Regio Esercito
  - Corpo Aeronautico Militare
- Regia Aeronautica

## Esemplari attualmente esistenti
Attualmente è in esposizione negli Stati Uniti d'America un esemplare di Ca.36, presso le strutture museali del National Museum of the United States Air Force a Dayton, in Ohio. Il velivolo, già proprietà del Museo Aeronautica Caproni di Taliedo, venne acquistato nel 1987 e da allora esposto nel museo nazionale dedicato all'aviazione militare statunitense.. Un altro esemplare si trova esposto al Museo Storico dell'Aeronautica Militare Vigna di Valle